# 강화군의회
강화군의회는 인천광역시 강화군 지역을 관할하는 기초의회이다.